# Tokiwa-jinja
Le Tokiwa-jinja (常磐神社) est un sanctuaire shinto proche des jardins du Kairaku-en à Mito, préfecture d'Ibaraki au Japon.
Fondé en 1874, ce sanctuaire est dédié à Tokugawa Mitsukuni, second daimyō du domaine de Mito et compilateur du Dai Nihonshi, livre sur l'histoire du Japon commencé au XVIIe siècle, ainsi qu'à Tokugawa Nariaki, neuvième seigneur et fondateur de la proche école Han du Kōdōkan.
En 1882, le Tokiwa-jinja est intégré au bekkaku kanpeisha (別格官幣社), c'est-à-dire aux sanctuaires impériaux du shintoïsme d'État,.
Son festival annuel (Tokiwa-jinja reisai) se tient le 12 mai.
Un de ses canons et un tambour sont désignés patrimoine culturel du Japon par la ville.

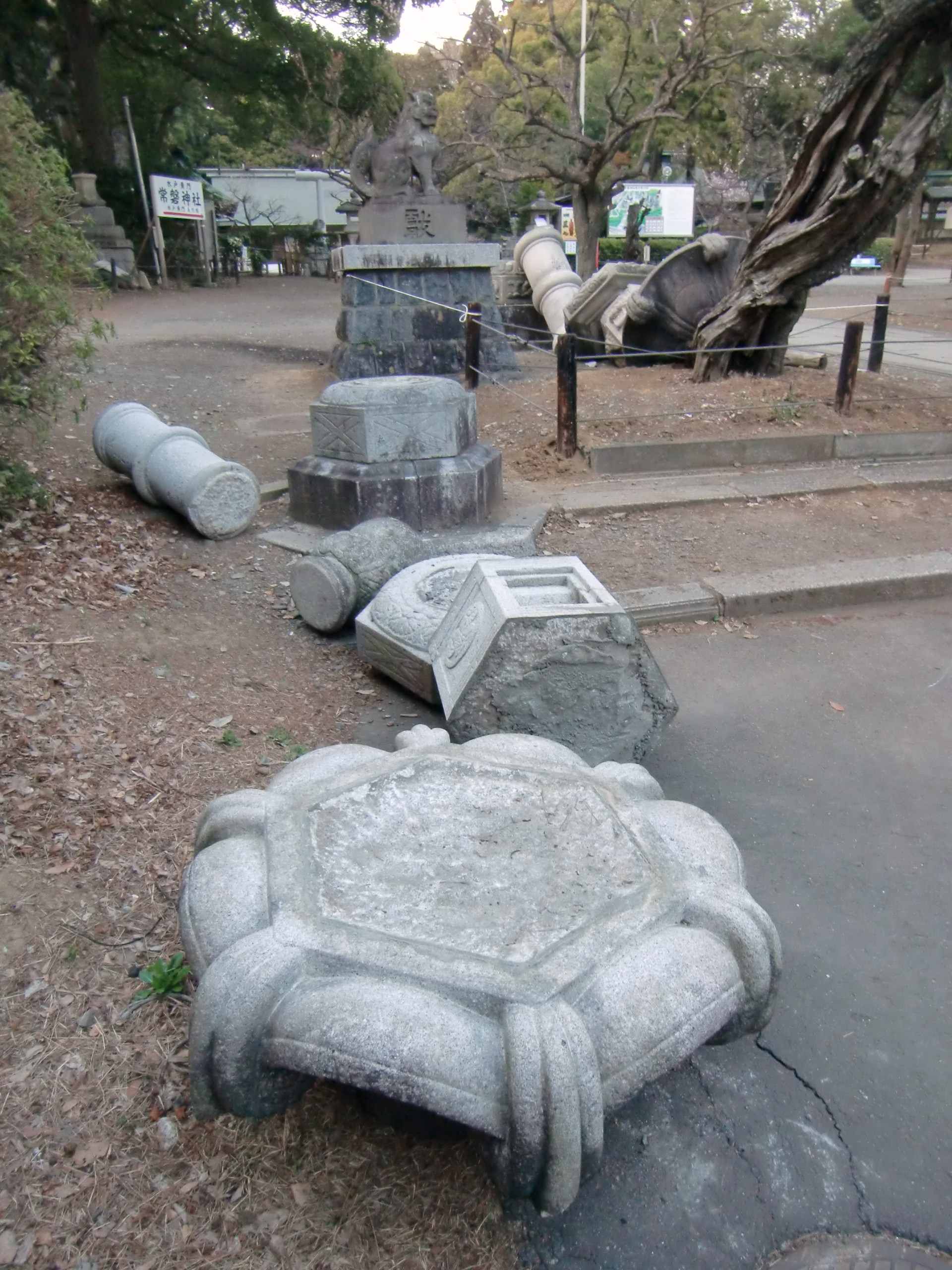
Tōrō renversés par le séisme de Tōhoku en mars 2011.